# 吉武怜朗
吉武 怜朗（よしたけ れお、1991年12月3日 - ）は、日本の料理人、元俳優である。東京都出身。

## 来歴
4歳より劇団東俳に入所。当初は歌舞伎などに出演し、歌舞伎座にも立っていた。
その後ドラマや映画、ミュージカル、CM、ラジオドラマなど様々なジャンルで活動。
料理人になってからはビストロ、1ツ星フレンチレストランにて2番手を経験し、他フレンチレストランや寿司店を経て、現在は都内のワインバーにてシェフに就任。

## 人物
- 特技は、歌、ダンス、料理(イタリアン、フレンチ)、ギター、ドラム。
- 趣味は、旅行、ドライブ。
- 東海大学付属望星高等学校を経て、服部栄養専門学校を卒業[2]。調理師免許を取得している。

## 出演

### テレビドラマ
- 痛快!バツイチ・トリオ 女だけの便利屋事件簿 第1話（1998年、TBS） - ゲスト
- 石光真清の生涯 夢に賭け命を燃やすあるスパイの物語（1998年、NHK-BS2） - 小真人 役
- はぐれ刑事純情派 第11シリーズ 第27話（1998年、テレビ朝日）
- ソムリエ 第8話（1998年、関西テレビ）
- 救急戦隊ゴーゴーファイブ 第38話（1998年、テレビ朝日） - 北条清志(少年時代) 役
- NHK朝の連続テレビ小説 すずらん（1999年、NHK） - 池田しのの弟 役
- 甘い生活。 第3話（1999年、日本テレビ）
- 大河ドラマ 葵 徳川三代 第1話（2000年、NHK） - 石田佐吉(三成の三男) 役
- NHK朝の連続テレビ小説 私の青空（2000年、NHK） - 木島元彦 役
- オヤジぃ。 第1話（2000年、TBS）
- やまとなでしこ（2000年、フジテレビ） - タカシ 役
- 仮面ライダーアギト 第9・10話（2001年、テレビ朝日） - ユウイチ 役
- NHK朝の連続テレビ小説 ちゅらさん（2001年、NHK） - 市川哲哉 役
- ルーキー! 第10話（2001年、関西テレビ）
- 天国に一番近い男 教師編 エンディング（2001年、TBS） - お面の子 役
- 反乱のボヤージュ 第2話（2001年、テレビ朝日） - 三浦健太郎 役
- 私の青空2002（2002年、NHK） - 木島元彦 役
- ビッグマネー!〜浮世の沙汰は株しだい〜 第4話（2002年、フジテレビ） - 岡本勇太 役
- 信濃のコロンボ事件ファイル 北国街道殺人事件!（2002年、BSジャパン）
- 愛の劇場 大好き!五つ子4 第4話（2002年、TBS） - 早川秀人 役
- 真夜中の雨（2002年、TBS） - 佐久間浩太 役
- ダンシングライフ 第3話（2003年、TBS）
- ドラマW 宿命（2004年、WOWOW） - 瓜生晃彦（少年期） 役
- 金曜エンタテイメント新春特別企画 女王蜂（2006年、フジテレビ） - 音丸少年 役
- 2006春のヒューマンドラマスペシャル さいごの約束（2006年、フジテレビ） - 山本貴彦 役
- 西遊記 第5・11話（2006年、フジテレビ） - 純純 役
- 西遊記スペシャル ウッキー祭り！（2006年、フジテレビ） - 純純 役
- 探偵学園Q 第2話（2007年、日本テレビ） - 竹山裕紀 役
- 土曜ワイド劇場 隠蔽捜査（2007年、テレビ朝日） - 竜崎伸也(幼少期) 役
- NHK朝の連続テレビ小説 瞳（2008年、NHK） - 佐野明 役
- NHK朝の連続テレビ小説 瞳 総集編（2008年、NHK） - 佐野明 役
- 水曜ミステリー9 篝警部補の事件簿4（2008年、テレビ東京） - 錦織達樹 役
- 大河ドラマ 篤姫（2008年、NHK） - 徳川家達役
- 大河ドラマ 篤姫 総集編（2008年、NHK） - 徳川家達役
- 漂流ネットカフェ（2009年、毎日放送） - 亀田 役
- 明日の光をつかめ（2010年、東海テレビ） - 成田幸宏 役
- ひとりじゃない（2011年、BSフジ） - 城島芳樹 役
- 月曜ゴールデン 警視庁再犯防止課 真崎英嗣（2011年、TBS） - 今西伸二 役
- 大河ドラマ 平清盛（2012年、NHK） - 羅刹・琵琶法師 役
- 大河ドラマ 平清盛 総集編（2012年、NHK） - 羅刹・琵琶法師 役

### テレビ番組
- やぐちひとり（2009年9月9日、テレビ朝日）

### 映画
- 河童のクゥと夏休み（2007年7月28日公開） - 康一のクラスメイト 役（声の主演）
- アフタースクール（2008年5月24日公開） - 木村（中学生時代） 役
- 火垂るの墓（2008年7月5日公開） - 主演・清太（せいた） 役
- BALLAD 名もなき恋のうた（2009年9月公開） - 文四郎 役

### CM
- マクドナルド
- グリコ 熟カレー
- ハウス バーモントカレー（2006年 - 2008年）
- トヨタホーム
- 全日空 ANA'sピカピカ家族（2004年）

### 舞台
- 藤田まこと 特別公演（1997年、新宿コマ劇場） - 子供たち
- バレエ&ダンス 梵鐘の聲 -平家物語より-（1998年、新国立劇場） - 安徳天皇 役
- 新歌舞伎十八番 北条九代名家功 高時（1998年、歌舞伎座） - 安達三郎泰忠の一子 泰松 役
- 三越歌舞伎 六月公演 彦山権現誓助剱 毛谷村（1998年、日本橋三越劇場） - 孫 弥三松 役
- 森進一 特別公演 第八場 野芹川の渡し場（1999年、新宿コマ劇場） - 吾一 役
- 夕鶴（1999年、銀座セゾン劇場） - 子供たち
- ライオンキング（2002年-2005年、劇団四季） - ヤングシンバ 役
- レ・ミゼラブル（2003年、帝国劇場） - ガブローシュ 役